# Patrimonialgericht Ziegenberg
Das Patrimonialgericht Ziegenberg (auch: Patrimonialgericht Langenhain-Ziegenberg) war ein Patrimonialgericht im Besitz der Freiherren Löw von Steinfurth.

## Zusammensetzung
Zum Bezirk des Patrimonialgerichts gehörten zwei Dörfer:
- Langenhain und
- Ziegenberg.

## Geschichte
Am Ende des Alten Reichs gehörten die Dörfer zur Landgrafschaft Hessen-Darmstadt, die Gerichtshoheit lag jedoch bei den Freiherren Löw von Steinfurth. Als die Landgrafschaft 1806 zum Großherzogtum Hessen erhoben wurde und ihre staatliche Struktur in der Folge konsolidierte, ließ das die Rechte der Inhaber der Patrimonialgerichtsbarkeit zunächst unberührt. Die Patrimonialgerichtsbarkeit umfasste nicht nur die erstinstanzliche Rechtsprechung, sondern auch eine Reihe von Kompetenzen im Bereich der öffentlichen Sicherheit und Ordnung, ähnlich der eines Amtes in größeren Territorien. Um 1820 schlossen sich die beiden bis dahin selbständigen Gemeinden Langenhain und Ziegenberg zu Langenhain-Ziegenberg zusammen.
Das Großherzogtum Hessen war im Sinne des staatlichen Gewaltmonopols bestrebt, die mit dem Patrimonialgericht verbundenen hoheitlichen Kompetenzen selbst zu übernehmen. 1822 kam es zu einem entsprechenden Abkommen zwischen dem Staat und den Freiherren Löw von Steinfurth: Die gesamte Patrimonialgerichtsbarkeit der Freiherren Löw zu Steinfurth – darunter auch das Patrimonialgericht Ziegenberg – wurde aufgelöst. Die Verwaltungsaufgaben übernahm der Landratsbezirk Butzbach, die Aufgaben der Rechtsprechung ein neu eingerichtetes „Großherzoglich Hessisches Landgericht der Freiherren von Löw“ mit Sitz in Friedberg. Damit hörte das Patrimonialgericht Ziegenberg auf zu bestehen.